# 西村京太郎トラベルミステリーの登場人物
西村京太郎トラベルミステリーの登場人物（にしむらきょうたろうトラベルミステリーのとうじょうじんぶつ）では、テレビ朝日系でシリーズ化されていた『西村京太郎トラベルミステリー』（テレビ朝日・東映版）に登場する主な架空の人物について解説する。

## 警視庁捜査一課 十津川班
十津川省三
演 - 三橋達也（第1作 - 第4作・第6作 - 第27作・第29作 - 第33作）、高橋英樹（第34作 - ファイナル）
第5作では天知茂が、第28作では高島忠夫が三橋の代役で出演した。
警視庁捜査一課・十津川班班長。警部。亀井刑事とはかなりの信頼関係ができており、捜査で地方に飛ぶ場合などでは一緒に行動することが多い。また、鉄道が絡む事件に関しては「実際にその列車に乗車してみよう」と提案するなどかなりの行動派。不当な権力に対しても決して屈せず、むしろ緻密にかわす強かさも備えている。
部下に対しては非常に懐が深く、不当な理由で部下が危機に陥った場合は徹底して庇う一方で無実を証明するために奔走する、部下の身内が容疑者として疑われたり部下が容疑者の容疑事実を承服できなかったりする際には気の済むまで休暇取得による私的捜査を許す（ただし警視庁としての後押しはできないという条件付きで）など、優しさと厳しさを兼ね備えた上司である。
普段は温厚だが自分勝手な犯人に対しては激高することもあり、亀井刑事になだめられる場面もあった。
なお、三橋時代と高橋時代で、それぞれ原作と大学時代のサークル活動が違う（原作はヨット部）。
三橋達也時代の十津川省三
東映・テレビ朝日版では落ち着いたベテラン刑事といった佇まいで、性格は温厚である。愛川欽也演じる亀井刑事とは、ちょうど原作と立場が逆になっている。1作目では、捜査について周囲から意見を聞かれても特にも何も言わないなど「やる気のない上司」を思わせるシーンがあったが、2作目以降はすぐになくなっている。
初期の段階ではあまり自ら動かず、捜査一課のオフィスや捜査本部にどっしりと構え、亀井や西本の報告を待っていることが多い。逆に十津川が自ら動くというと、亀井があっけにとられてしまうほど。しかし事件の真相に迫る為には、腰が重いということはない。
とはいえ、理不尽や犯罪者の勝手な言い分には、激昂して声を荒らげることもあった。亀井が人情キャラクターとなり犯人を説得しようとする一方、十津川は犯人のアリバイトリックを崩す推理の方を担当することが多い。
この「捜査一課の重鎮」的なキャラクターづけの為、オープニングやエンディングのキャストロールでは最後に配されていた。
禁煙を宣言しては破っており、そのことを亀井（愛川）に窘められている。
大学時代のサークル活動はラグビー部に所属していたとされる（第9作「寝台急行「銀河」殺人事件」）。
なお、ファミリーコンピュータ用ゲーム『寝台特急殺人事件』では、キャラクターは本シリーズの俳優をモデルに描かれているが、十津川は第5作で代役を務めた天知茂がモデルになっている。一方、次作の『スーパーエクスプレス殺人事件』では三橋がモデルになっている（原作で『スーパー・エクスプレス』が使われたのは天知が第約を務めた『東北新幹線殺人事件』だが、ゲームの同タイトルは『最終ひかり号の女』が原作になっている）。
高橋英樹時代の十津川省三
自身よりベテランの亀井を従えて飛び回る、より原作に近いキャラクターに変更された。相手に激昂して、亀井にたしなめられるような熱血漢でもある。
夫人と行動を共にするなど、私生活を描かれることも多くなり、またフランクな言葉遣いをするようになった。
主人公的位置づけに戻ったため、高橋時代のキャストロールでは彼の名前が1番先頭にくるようになった。
大学時代のサークル活動はボート部に変更されている（第41作「夜行列車の女」）。
北条早苗
演 - 山村紅葉（第4作 - 第7作・第11作 - ファイナル）
警視庁捜査一課・十津川班所属。階級は巡査部長。清水とともに西本に次ぐポジションの中堅。
おもに過去の捜査資料の分析や鑑識・他道府県警や所轄署との連絡窓口役としての役割が主だが、聞き込みや犯人確保にも積極的に関わる。第11作や第30作、第45作では警察官であることを隠しての潜入捜査も行っている。
第4作「寝台特急あかつき殺人事件」の中で亀井に捜査一課へ着任の挨拶をしており、さらに清水には十津川に憧れて刑事になった旨を話している（この当時は、かなり痩せていた）。登場当時は亀井に「女刑事」と呼ばれるなど扱いが煩雑であったが、経験を重ねるうちに十津川や亀井をはじめ課員からの信頼も厚くなっている。初期の頃は清水とコンビを組んで捜査に当たることが多かった。
久保田刑事が着任するまでは十津川班の紅一点的存在だった(ちなみに彼女はラスト作品となる第73作にも未登場だったので、同回も十津川班の紅一点的存在だった)。
演じる山村は、第3作で被害者の友人役として登場後、第4作から北条早苗役にシフトしレギュラー出演している（スケジュールの都合上、第8 - 10作は出演しておらず、第8・9作は女性刑事の橘直子役を古手川伸子が、第10作は清原倫が演じた）。
小林宏昌
演 - 佐藤正浩【旧・天原まさみち】（第36作 - 第52作・第61作 - ファイナル）
警視庁捜査一課・十津川班所属。階級は巡査部長。十津川班では最もキャリアの浅い刑事とされ、犯人逮捕時の確保役や事件発生時の先遣役となることが多かった。彼の着任前の十津川班は亀井・西本・清水・北条・日下以外に役名のない刑事が複数人配置されていた。
第52作をもって久保田刑事と入れ替わる形で日下と一緒に一旦退場したが、第61作より三田村と入れ変わる形で同役で再び十津川班に復帰している。 本編内では北条や西本、松山とコンビを組むことが多かった。
演じた佐藤（天原）は、第35作では北海道警察名寄中央警察署の刑事として出演。
柿沼浩輔
演 - 葛山信吾（第69作 - ファイナル）
警視庁捜査一課・十津川班所属。階級は不明。武道の達人。
第69作以降、従来の西本や清水、松山に代わる中堅刑事として活躍し、久保田や北条とコンビを組むことが多かったが、二宮ゆきと結婚した一年後、奥大井の寸又峡で遺体で発見される（ファイナル）。
亀井定夫
演 - 愛川欽也（第1作 - 第57作）、高田純次（第58作 - ファイナル）
警視庁捜査一課・十津川班副班長。階級は警部補。十津川の右腕的存在。昔気質の粘りとフットワークの軽さを武器にする刑事で、その根気強い聞き込みで新事実をあぶり出す。被害者・加害者の双方に対して情け深い一面があり、容疑者からの電話にその心情を容疑者の側に立って思い図る一言を添えて犯行を思い止まるよう必死に説得したり、十津川に対しても（せめて容疑者がある思いを遂げるまで）逮捕を待ってほしいと願い出たりというところがある。
青森県出身のため、北の方から東京へやってくる寝台列車に対しては思い入れがある様子を第51作で見せている。また青森県自体にも思い入れがかなり強く、青森県警出向の際は捜査一課宛の手紙の中で「このまま故郷に骨を埋めようか」と言及していた。第56作では青森県警へ捜査研修の講師として出向しており不在で、青森県警でのシーンと手紙のみでの登場。
三橋十津川時代の亀井刑事
東映・テレビ朝日版の第1作「終着駅殺人事件」が制作された時点では、演じる愛川欽也自身の実年齢は47歳であり、三橋の方が11歳も年上であった。このため、シリーズ最初期の亀井は原作のいぶし銀的なキャラクターに対して、フランクで行動派という西本・清水・日下らの兄貴分的立場で、コメディタッチな言動も見受けられた。また容疑者に対して熱弁をふるったりもする熱血漢であった。
ストーリー上も十津川・亀井の立場が原作と逆となっており、実質的に主人公となっていた。キャストロールでも愛川が先頭だった。
基本的に亀井が拳銃を使用する描写は作中では見られないが、第4作「寝台特急あかつき殺人事件」のオープニングのみ拳銃を発射する場面が使用されている。
愛川が50代後半になる三橋十津川の後半では、落ち着いた穏やかなキャラになり、原作のイメージに近づいたが、それでも十津川・亀井が原作と逆転した関係はその最後まで続いた。
高橋十津川時代の亀井刑事
より原作に近いイメージの高橋十津川に主人公を返上した形となり、普段は穏やかだが、捜査では粘り強さとフットワークの軽さを発揮するベテラン刑事という、原作に近いキャラクターに落ち着いた。なお、第58作以降亀井役を演じた高田は2008年版「山陽・東海道殺人ルート」で山内元警部役として出演している。

## 元十津川班のメンバー
西本明
演 - 友金敏雄（第1作・第2作）、森本レオ（第5作 - 第68作）
警視庁捜査一課の刑事。階級は警部補。十津川班においては亀井に次ぐナンバー3の立場にあり、若手刑事のまとめ役や亀井や十津川（亀井不在時）のサポート役として活躍する。自ら率先して後輩刑事を引っぱるだけでなく亀井や十津川に同行したり、十津川の命を受けて単独で他道府県へ捜査協力に赴くことも多い。また十津川と亀井がともに地方に飛んだ場合は彼が十津川の代行となる。捜査中によく推理を披露するが「〇〇がこういう事情で殺したに違いない」と犯人やその動機を決めつけてしまうところがあり、結論を急いでしまうので的外れであることが多い。しかし容疑者の1人を罠に掛けて自白させるなど頭脳プレーを見せる場面もあった（第55作）。
金沢出身で、第6作では友人の結婚式のために故郷へ里帰りするほか、第10作では同僚の橘直子に北陸出身であることを羨ましがられているシーンがある。
なにかと事件に巻き込まれやすいようで、出張に向かう列車の中で殺人事件に遭遇する（第9作）、亀井と出張中に事件に遭遇する（第7作・第12作・第18作・第22作・第26作）、旅行先で殺人事件に遭遇する（第10作・第20作）、結婚した直後に妻が殺害される（第45作）、友達の結婚式の帰りに乗車した寝台特急の車内で殺人事件に遭遇する（第17作・第50作）、友人や後輩に殺人事件の容疑がかかる（第14作・第20作）、自身の兄・誠治が殺人事件の容疑者にされる（第52作）などあまりいいことに恵まれない。さらに自分自身が容疑者に仕立て上げられそうになったこともある（第26作）。しかしそれらは大抵十津川班の活躍で報われる場合が多い。後輩の橋本豊とは強い信頼関係を築いており、殺人容疑が掛かった橋本を十津川とともに最後まで信じ抜いた。また犯人側の家庭に複雑な事情があり、親子同士の愛を目の当たりにした時はもらい泣きすることもあった。
第56作では亀井刑事が青森県警に出向中だったため、捜査では本来亀井が受け持つ役割を代行しており、この回では本来西本自信が務める役割は新規加入した松山刑事が担っていた。第58作では松山刑事、第63作では亀井刑事がメインだったため、活躍の場面が少なかった。 作中では北条や清水や小林、松山や久保田とコンビを組むことが多かった。
演じる森本は、トラベルミステリーで唯一60作品以上に出演した俳優である（三橋は33作、高橋は34作、愛川が57作である）が、第68作が最終出演となり、後述の松山共々第69作以降は登場しておらず、彼に関する言及はされていない。
清水新一
演 - 速水亮（第1作）、井川晃一【元・井川大輔】（第2作 - 第30作・第32作 - 第57作）
警視庁捜査一課の刑事。階級は巡査部長。北条とともに西本に次ぐポジションの中堅刑事。おもに管轄内での聞き込みや犯人逮捕時の確保役を任されている。
よくメモを取ったり、容疑者張り込みや犯人確保には積極的に関与したりするなどかなり真面目な様子。登場当時は若手刑事というキャラクター上、スーツでなくラフな格好で捜査に当たっていた（第5作-第9作）。目上である西本を積極的にサポートし、後輩刑事の面倒見も良い。北条とは二人で聞き込みに行くことが多く、その際に得た情報を整理して推理することもあった。西本とは逆に捜査の進展に関わる事柄に気づくことも。第13作では事件解決に納得いかず独断で捜査を続け、犯人に襲われ瀕死の重傷を負うが、奇跡的に一命をとりとめ、自らが真犯人逮捕の証人となった。 日下の登場後は彼とコンビを組むようになり、彼の退場後は主に三田村とコンビを組んでいた。
長らく演じた井川は、本作における初代亀井役でもある愛川の実子（前夫人とのあいだに生まれた長男）であり、第57作をもって愛川が亀井役を降板した際に、一緒に降板した。第58作以降は後述の松山がそのポジションを担うようになったが、彼に関して言及されていない。
日下淳一
演 - 長谷川弘（第1作）、森山祐嗣（第23作）、茂賢治（第26作 - 第39作・第41作・第45作 - 第52作）
警視庁捜査一課の刑事。階級は巡査部長。よく聞き込みに出かけて新情報をもたらし捜査を進展させる場面が多い。捜査対象者の張り込みもよく任される。清水・北条に次ぐポジションとみなされ、捜査では他の先輩刑事とは違って単独で動かされることが多かった。清水や小林とともに犯人確保にも率先して関わる。 また、作中では清水とコンビを組むことが多かった。
三田村刑事と入れ替わる形で、第52作をもって小林刑事とともに退場。第53作以降は彼のポジションを後述の三田村が担うようになったが、その後の処遇に関して言及されていない。
松山史郎
演 - 宇梶剛士（第56作 - 第68作）（少年期：鈴木励和〈第58作〉）
警視庁捜査一課の刑事。階級は警部補。亀井刑事が青森県警に出向中の第56作（この第56作では本来は西本刑事が務める役回りを担った）から警視庁捜査一課十津川班に配属された。
第58作以降は正式にこれまでの清水刑事のポジションを引き継ぎ、西本に次ぐ中堅刑事というの立ち位置に収まった。なお亀井役が愛川だった当時（実質、第57作のみ）はほとんど亀井に絡むことがなく、「史郎」という名前も愛川降板後の第58作から命名されたものである。 本編では初登場した第56作は先述の通り、西本のポジションを担っていたので久保田とコンビを組んでいたが、第57作から第60作までは三田村、第61作から第68作までは小林とコンビを組むことが多い。
その体格を活かした逮捕術は中々の物で、容疑者を取り押さえる場面がしばしば見られた。彼も先述の西本共々第68作を最後に登場しなくなったが、第69作以降の処遇は言及されていない。
橘直子
演 - 古手川伸子（第8作・第9作）、清原倫（第10作）
警視庁捜査一課の刑事。階級は巡査部長。北条刑事役の山村紅葉が女優を休業（大阪国税局勤務）していたため出演できなかった代役として登場。活発なところがあり、第9作では自ら十津川と亀井に志願し、真犯人を導き出す囮捜査を行った。
三田村
演 - 木崎浩之（第53作 - 第60作）
警視庁捜査一課の刑事。階級は巡査部長。第52作までの日下にかわるポジションの刑事だが、名前を呼ばれるようなシーンもほとんどないといっていいほど、彼と比べて目立つことがなかった。 作中では清水や松山とコンビを組むことが多かった。
第61作以降は小林刑事の復帰に伴い退場したが、その後の彼に関する処遇は言及されていない。
久保田あかね
演 - 伴アンリ【旧・伴杏里】（第52作 - 第72作）
警視庁捜査一課・十津川班所属。階級は巡査部長。北条刑事、橘刑事に続く十津川班3人目の女性刑事。
第52作で、旅先で知り合った資産家の女性に対する殺人事件の被疑者にされ自殺を図った兄の足取りを追って、私的に捜査を行っていた西本刑事を付け回す謎の女性として登場するが、ラストシーンで、実は小林刑事に代わる十津川班に加わることになった新人刑事で、異動前に長期休暇を取り旅行中、偶然見かけた西本を刑事と気づかず不審者と勘違いして尾行していたと明かされた。 本編内では西本や松山、北条とコンビを組むことが多かった。
続く第53作から、十津川班の一員として捜査活動に加わっていたが、最終作となるファイナルでは未登場であった。 ただし、同回での彼女の処遇に関する言及はされていない。
池田いずみ
演 - 松井友香（第35作 - 第37作・第39作）
十津川班担当の婦人警官。巡査部長。台詞のあるシーンはそのほとんどが十津川宛ての電話を取り次ぐものであった。第40作以降は登場しておらず、その後の処遇は言及されていない。
橋本豊
演 - 荻島真一（第28作）、賀集利樹（第42作）
経歴：警視庁捜査一課→私立探偵
第28作では5年前、不注意から悪党に拳銃を奪われてしまい、挙句サラ金強盗に用いられ死者を出したことから辞表を書いた。亀井の後輩であり西本とはタメ口で話す仲。
第42作では不良たちに恋人をレイプされ、自殺に追い込まれたことから犯人一味を捜すために警視庁を退職した。西本の後輩でありお互いに強い信頼関係を結んでいる。
川北昇
演 - 東幹久（第47作）
経歴：警視庁捜査一課→ 川北探偵事務所
憧れていた探偵になるため警視庁を退職。事務所の開店時には十津川、亀井、西本、北条らがお祝いに駆けつけた。阿部純子と婚約している。
川北昇という役名は、第47作の原作『五能線の女』では橋本豊になっている。

## 警察関係者
本多
演 - 鈴木瑞穂（第7作・第8作・第11作・第15作）、平泉成（第34作 - 第37作）、矢島健一（第59作・第61作）
警視庁捜査一課長。警視。原作と違い、面子や体面を気にして上役やOBの圧力にも弱い一面があり、十津川に対しても信頼を寄せているというよりは威勢を張ることが多い。
三上
演 - 川辺久造（第26作・第28作・第30作・第32作）、夏八木勲（第45作）
警視庁刑事部長。警視正。

## 十津川班の親族
十津川直子
演 - 浅野ゆう子（第36作・第40作・第42作・第46作・第48作・第50作・第52作・第55作・第59作・第61作・第62作）
十津川省三の妻。夫の省三を全面的に信頼しその背中を後押しする 半面、省三のその考えが揺らいだときには厳しく叱咤して目を覚まさせる気の強い一面もある。
自身が拉致されたり、何らかのアクシデントに遭遇して事件関係者との関わりを持つ、あるいは自身の友人が事件に関わるなど、省三が捜査する事件に巻き込まれることが多い。
その一方で省三が捜査に集中できるよう家のことはすべて完璧にこなし、長く家を空ける省三のもとへ着替えを届けるなどして見舞ったり、捜査に奔走する夫にかわって被害者や事件に巻き込まれ深手を負った関係者を足繁く見舞うという一面ももつ。
演じる浅野はシリーズ初期の第4作では岡田茉莉子とともに犯人役、第6作ではキーパーソンとしてそれぞれ出演後、長らく登場しなかったが、第34作からのセミレギュラーという名目で野々村咲（十津川と亀井が行き付けの小料理屋の女将）役を演じる。この役は1回きりとなり、第36作から本役にシフトした。
なお、作数から解るように三橋時代には十津川の配偶者が出演したことはない。ただし、作中で何度か亀井が十津川夫人を「若い奥さん」と言っているため、存在を示唆するような台詞があっただけである。
亀井公子
演 - 二木てるみ（第34作・第40作・第42作・第43作）
亀井定夫の妻。
水島恵
演 - 岩崎ひろみ（第26作）
水島淑子の娘。
水島淑子
演 - 左時枝（第26作）
西本明の姉。
二宮ゆき
演 - 杉山彩子（第45作）、小島藤子（第73作）
西本明（第73作では柿沼浩輔）の新妻。プロカメラマン。西本(第73作では柿沼)と旅先で知り合い結婚したが、新婚旅行先で同じマンションに住む白木徹に刺殺される。
西本誠治
演 - 小野寺昭（第52作）
西本明の兄。3年前に妻を亡くし、現在独身。旅先で三宅文子という未亡人と知り合い、一緒に温泉巡りをする。1週間後、文子が青森発秋田行きの奥羽線特急「かもしか2号」の車内で絞殺され、誠治は東京の自宅で首吊り自殺を図り病院に運ばれる。

## 特別出演
花村乃里子
演 - 沢口靖子（第70作）
警視庁鉄道捜査隊東京駅分駐所に所属する鉄道捜査官。階級は警部補。
手塚真理絵
演 - 山村紅葉（第70作）
小料理屋「てまり」の女将。
大沢次郎
演 - 山口竜央（第70作）
小料理屋「てまり」の板前。

## ゲスト
三橋達也・愛川欽也版（第1作 - 第33作） / 高橋英樹・愛川欽也版（第34作 - 第57作） / 高橋英樹・高田純次版（第58作 - ファイナル）

### 三橋達也・愛川欽也版（第1作 - 第33作/1981年 - 1999年）
第1作「終着駅〈ターミナル〉殺人事件」（1981年）
- 村上陽子（歌手・第二高校浅虫分校 卒業生） - 風吹ジュン
- 宮本孝（春日法律事務所 弁護士・第二高校浅虫分校 卒業生） - 中島久之
- 町田隆夫（工事現場勤務・第二高校浅虫分校 卒業生） - 風間杜夫
- 橋口まゆみ（デパート店員・第二高校浅虫分校 卒業生） - 伊藤咲子
- 川島史郎（運送会社社長・第二高校浅虫分校 卒業生） - 保積ぺぺ
- 第二高校浅虫分校 教師 - 稲垣昭三
- 三浦（青森県警察 刑事） - 高峰圭二
- 江島（青森県警察 警部） - 宮城健太郎
- 安田章（通産省役人・第二高校浅虫分校 卒業生） - 村上正次
- 町田由紀子（町田の姉） -
- 霊媒師 - 小甲登枝恵
- ナレーター - 矢島正明
- 片岡清之（片岡商会 店主・第二高校浅虫分校 卒業生） - 火野正平

第2作「再婚旅行殺人事件」（1982年）
- 井村正義 - 緒形拳
- 井村尚子 - 大谷直子
- 木元謙一郎 - 阿部希郎
- 古畑卓司（銀行強盗） - 成瀬正孝

第3作「あずさ3号殺人事件」（1983年）
- 小野（長野県警察 刑事） - 村野武範
- 加藤昌彦 - 尾藤イサオ
- 岡田利男 - 大門正明
- 長谷川浩子 - 鈴鹿景子
- 東日鉄鋼部長 - 松本朝夫
- クラブのママ - 湖条千秋
- 松本東警察署 刑事 - 轟謙司
- 岡田利男の父親 - 河合絃司
- 小林和美 - 大場久美子

第4作「寝台特急あかつき殺人事件」（1983年）
- 坂口由美子 - 浅野ゆう子
- 田辺淳（元警視庁刑事） - 高岡健二
- 野崎（大阪府警察 刑事） - 三谷昇
- 米山志郎（「KOタクシー」ドライバー） - 青空球児
- 坂口文子 - 岡田茉莉子
- 「小料理かよ」店主 - 正司歌江
- 田原正次郎 - 殿山泰司
- 菊池功 - 菅貫太郎
- 坂上（大阪府警察 刑事） - 山本耕一

第5作「東北新幹線殺人事件」（1984年）
- 宮本忍 - 三原じゅん子
- 青木琢二（バーの常連・演劇青年） - 三ツ木清隆
- 秋元（バーの常連・トラック運転手） - 高原駿雄
- 引地（バーの常連・立野工業 社長秘書） - 西岡徳馬
- 永井恭（バーの常連） - 冷泉公裕
- 立野工業・経理 - 松本朝夫
- 立野工業・社長秘書- 小沢象
- 杉原（アジア警備保障・警備員） - 深江章喜
- 二宮由美（坂上辰平和紙工房勤務・元バーのママ） - 大空眞弓
- オオヤケイコの母親 - 中真千子
- 立野工業 社長秘書 - 小山武宏
- オオヤケイコの父親 - 相馬剛三
- 田辺ユウジ (アジア警備保障・警備員） - 轟謙司
- 坂上辰平（和紙工房経営） - 加藤嘉
- 立野工業 社長 - 田中明夫
- バーのママ - 藤田弓子
- 警視庁刑事 - 仲野裕
- 仙台署刑事 - 喜田晋平

第6作「寝台特急「北陸」殺人事件」（1985年）
- 高橋理沙 - 浅野ゆう子
- 神木美也子 - 白都真理
- 本田めぐみ - 藍とも子
- 石川県警 刑事 - 宮口二朗
- 出版社社員 - 湖条千秋
- 井崎徹 - 清水健太郎
- 野田う吉 - 花沢徳衛
- ヤシロタツオ  - 嵐五郎
- ヤシロの友人 - 小山武宏
- 帝通社員 - 小倉加代
- 「北陸」車掌長 - 轟謙司

第7作「特急“白鳥”十四時間」（1985年）
- 久原夏子 - 中野良子
- 磯見圭介 - 北詰友樹
- 片山由美 - 丸山秀美
- 荒川ヒロシ - 森川正太
- 旭日経済新聞社 記者 - 勝部演之
- 大阪府警 刑事 - 深江章喜
- 原勝一 - 立川三貴
- 後藤正也 - 宮口二朗
- 高田（五十嵐の秘書） - 大竹修造
- Pub・エルムの客 - おぼん・こぼん
- 五十嵐明 - 平幹二朗
- 大阪府警 刑事 - 加藤大樹
- 新潟県警 刑事 - 轟謙司
- 荒川の妹 - 麻生美衣
- 石崎ジロウ - 田口和政
- 新潟県警 刑事 - 清水照夫
- Ravi・マスター - 嵐五郎
- 田所ゆき - 加茂さくら

第8作「特急北アルプス殺人事件」（1986年）
- 唐沢ナツ（宝石デザイナー） - 二宮さよ子
- 間垣ユミ（OL） - 芦川よしみ
- 堀田幸子（堀田栄の妻） - 鈴鹿景子
- 阿井今日子 - 人見ゆかり
- 佐藤（高山警察署 刑事） - 山本廉
- 塚越貢（私立探偵） - 高峰圭二
- 旅館「田邊」 - 小園蓉子
- みずえ（女給・ナツの女給時代の仲間） - 中島葵
- 女子大生（高山と下呂の死体の第一発見者） - 今里直子
- 新倉茂（中央デパート 社長） - 根上淳
- タクシー運転手 - 轟謙司
- 相馬（下呂警察署 刑事） - 相馬剛三
- ジュエリーNATSUマネージャー - 仲野裕
- 堀田栄（私立探偵） - 嵐五郎
- ラブホテル「ニュー京浜」のルーム係 - 伊藤慶子

第9作「寝台急行“銀河”殺人事件」（1986年）
- 星野悠子（大三郎の娘・貞祐の妻） - 加賀まりこ
- 真田久仁子（デパートガール・銀河の乗客） - 三浦リカ
- 小林みどり（デパートガール・銀河の乗客） - 山本ゆか里
- 井崎春子（井崎勉の妻） - 立石涼子
- 太田由美子（中央医薬商事東京支社 社員・銀河の乗客） - 藍とも子
- 山田祐一郎（東亜電機企画課・銀河の乗客） - 南條豊
- 三浦（大阪府警 警部） - 左右田一平
- 青木（通商省貿易局長） - 加藤和夫
- 新見加奈子（慎一郎の母・銀河の乗客） - 久保田民絵
- 一ノ瀬（星野大三郎の秘書） - 西沢利明
- 星野大三郎（政治家） - 山形勲
- 中央医薬商事東京支社 人事部長 - 轟謙司
- 「寝台急行・銀河」専務車掌 - 石山雄大
- 中央医薬商事東京支社 販売課長補佐 - 江原正士
- TVアナウンサー - 篠原大作
- 矢島（通商省貿易局長秘書） - 高橋章子
- 新見慎一郎（加奈子の息子・銀河の乗客） - 宮田猛
- 新見加奈子の娘（銀河の乗客） - 勇静華
- 星野貞祐（通商省課長・悠子の夫） - 中野誠也
- 井崎勉（中央医薬商事東京支社 販売課長・由美子の上司・銀河の乗客） - 船戸順

第10作「L特急「雷鳥九号」殺人事件」（1987年）
- 三浦由美子 - 真野あずさ
- 久保寺環（羽田の愛人） - 水原ゆう紀
- 川原明（俊夫の弟） - 和泉史郎
- 川原俊夫 - 諸角憲一
- 羽田真一郎（羽田貴金属工業 社長） - 石山律雄
- 検察官 - 平野稔
- 裁判長 - 近藤準
- 松山（羽田貴金属工業 副社長） - 上田耕一
- 科学捜査研究所責任者 - 新井量大
- 原田（金沢大学病院 外科部長） - 入江正徳
- 瀬能久大郎（代議士） - 小笠原弘
- 羽田真一郎の前妻 - 和田恵利子
- 佐久間（雷鳥九号のグリーン車の証人） - 海一生
- 北陸本線のレール点検職員 - 二村幸則
- 片岡（弁護士） - 戸浦六宏
- 井出（福井県警察 警部） - 早川保
- TVアナウンサー - 篠原大作
- たこ焼屋（屋台）のおじさん - 轟謙司
- 福井県警 刑事 - 清水照夫
- 三浦由美子の自宅の管理人 - 谷津勲
- 久保寺環のマンション管理人 - 小甲登枝恵

第11作「阿蘇殺人ルート」（1987年）
- 神保ユキ（劇団カメラード 主宰者兼女優） - 山口果林
- 青木勤（「火の山3号」車掌） - 利重剛
- 土屋（旅行雑誌「旅の手帖」記者） - 誠直也
- ちあき（劇団カメラード 女優） - 三浦真弓
- 熊本県警 刑事 - 山本紀彦
- 中塚浩司（不動産業者社長） - 柴田侊彦
- 井上正徳（会社員） - 重田尚彦
- 石川の愛人 - 城源寺くるみ
- 若林雄太郎（興業プロダクション 社長） - 佐藤慶
- 八木（不動産業者副社長） - 北村総一朗
- 松野（不動産業者秘書） - 伊庭剛
- 劇団カメラード 団員 - 麻生美衣
- 神保直子（ユキの実娘） - 須賀千春（現：ちはる）
- 石川道雄（芸能マネージャー） - 藤木悠
- シズコ（ユキの高校時代の友人） - 高林由紀子

第12作「みちのく湯けむり殺意の旅」（1987年）
- 阿部みどり（阿部の妻） - 金沢碧
- 矢代（由紀の夫） - 中島久之
- 加藤敬子（原田の婚約者） - 高木美保
- 原田 - 森田順平
- 同窓生 - 伊庭剛
- 敬子の母親 - 北村昌子
- 田村明人 - 田中正彦
- ニュースキャスター - 江原正士
- 同窓生 - 高橋章子
- 田村の住むアパートの大家 - 相馬剛三
- 商店街のメンバー - 河合絃司
- 阿部豊（喫茶店経営） - 佐藤仁哉
- 矢代由紀 - 藍とも子
- 戸田（福島県警 警部） - 左右田一平

第13作「日本海殺人ルート」（1988年）
- 福沢みどり - 松原千明
- 小野木ユミ（アパレル会社社長） - 中島ゆたか
- 川村活人（かおるの友人） - 徳江一裕
- 土橋かおる（ユミの姪） - 三原じゅん子
- ディスコの若者（川村の友人） - 伊原剛志
- 松下かずみ（みどりの大学時代の友人） - 高橋章子？
- 近藤（弁護士） - 勝部演之
- 矢野豊（アパレル会社副社長） - 早坂直家
- 山本功（宝石商） - 荻島真一

第14作「愛と死の飯田線」（1989年）
- 若宮夕子（太陽興産 部長秘書） - 高樹沙耶
- 久我正樹（西本明の学生時代の後輩） - 船越英一郎
- 小林みどり（太陽興産会計課 社員） - 棟里佳
- 川北たまき（青柳の愛人） - 藍とも子
- 羽田岩男（ソープランド「ピンク・ラビット」支配人） - 鶴田忍
- 杉の子学園 園長 - 本山可久子
- 青柳恒夫（ソープランド「ピンク・ラビット」及び金融業経営者） - 加地健太郎
- 青柳金融ローン社員 - 金尾哲夫
- さとみ（ソープランド「ピンク・ラビット」ソープ嬢） - 柴田美保
- あらいゆき（ソープランド「ピンク・ラビット」ソープ嬢） - 岸加奈子
- 愛知県警刑事 - 山口哲生
- 西急ホテル ルームメイド - 小甲登枝恵

第15作「アルプス誘拐ルート」（1989年）
- 大久保さやか（文子の次女） - 大場久美子
- 大久保文子 - 河内桃子
- 小島トシコ - 中島ゆたか
- 太田隆行 - 辰巳琢郎
- 沢野ユミ（元大日銀行京橋支店行員） - 三浦リカ
- 田村（田村医院 院長） - 山村聡（特別出演）
- 西脇こずえ（文子の長女・西脇の妻） - 山本郁子
- 西脇リョウ - 小山武宏
- 小島みどり（小島茂の娘） - 穴原英梨
- 林（運転手） - 早坂直家
- 森みゆき - 清原倫
- 杉かおる（小島茂の愛人） - 西田絵里
- 合田順子（小島茂の愛人） - 松井紀美江
- 北川（秋田県警刑事） - 大川ひろし
- 大久保あずさ（文子の三女） - 松本千恵美
- 八森漁港 漁師 - 二村幸則
- ニュースキャスター - 江原正士
- みどりの担任教師 - セラヨシエ
- 大日銀行 京橋支店長 - 小寺大介
- 小島家 家政婦 - 山本緑
- アルプス号乗務員 - 佐々森勇二
- 小島茂（小島製薬 社長） - 大出俊
- 小島徳一郎 - 内藤武敏

第16作「寝台特急〈ブルートレイン〉八分停車」（1989年）
- 中根恭子（鳥羽総合病院 内科医） - 酒井和歌子
- 鳥羽ゆう子（鳥羽の娘） - 竹井美佳
- 鳥羽総合病院 婦長 - 寺瀬めぐみ
- 斎藤（鳥羽総合病院 医師） - 並樹史朗
- 小野和也（御曹司） - 森山祐嗣
- 小島ひとみ（宝石店経営者） - 朝倉佐知
- 鳥羽信介（鳥羽総合病院 院長） - 中野誠也

第17作「山陽・東海道殺人ルート」（1990年）
- 岡林美津子（及川の元妻） - 永島暎子
- 小島（小島探偵社 代表） - 沼田爆
- 岡林美津子の叔母 - 松下砂稚子
- 長山卓也の妻 - 麻志那恂子
- 久保（科学捜査研究所技官） - 岡野耕作
- 小野ゆう子 - 栗原けいこ
- 及川俊郎（やよいの父） - 山本圭
- 杉浦明（スーパー経営） - 清水章吾
- 山内文男（元警部） - 左右田一平

第18作「オホーツク殺人ルート」（1990年）
- 香西けい子（有末の秘書） - 久野綾希子
- 木村真矢（＝まや：ホステス） - 蜷川有紀
- 遠藤邦彦（TVプロデューサー） - 本田博太郎
- 牧野由美（女子大生） - 石田ゆり子
- 岩下久仁子（作詞家） - 高島礼子
- 平田みどり（女子大生） - 高山美図紀
- 水野（伊東警察署 刑事） - 河原崎建三
- 女将 - 丘さとみ
- 服部順（作曲家） - 西沢利明
- 有末吾郎（小説作家） - 西岡徳馬

第19作「L特急踊り子号殺人事件」（1991年）
- 君島由紀（旅館「はまゆう」経営者） - 白都真理
- 日下今日子（原田の婚約者） - 七瀬なつみ
- 日下今日子の母 - 本山可久子
- 東京駅中央指令室室長 - 須永慶
- 久木庸三（久木クレジット 社長） - 加地健太郎
- 原田久夫（久木クレジット 副社長・久木の甥） - 下條アトム
- 篠（静岡県警察 刑事） - 田口和政
- 踊り子7号乗務員 - 森山祐嗣
- 東京駅中央指令室職員 - 野口寛
- タクシー運転手 - 山浦栄
- 水谷（静岡県警察 刑事） - 金内喜久夫
- 羽田道雄（由紀の不倫相手） - 松橋登

第20作「裏切りの中央本線」（1991年）
- 崎田幸子（崎田の妻・東都大学民芸品研究会 元研究生・西本功の友人） - 岡まゆみ
- 崎田利雄（産業省官僚） - 長谷川哲夫
- 片山今日子（故人） - 清水ひとみ
- 崎田浩介（崎田と幸子の息子） - 土倉有貴
- 梅木かおる - 斉藤絵里
- 浜野健一（私立探偵） - 金子研三
- 和田晴記（大木運送 社員） - 青柳三十六
- 毎朝新聞 社員 - 石波義人
- 遠山悟（東都大学民芸品研究会 元研究生・西本明の友人） - 山本亘
- 片山今日子の同僚 - 郡山冬果
- 片山今日子の同僚 - 宮本千華子
- 大木運送 社員 - 清水照夫
- 和田の隣人 - 田口主将

第21作「上信越、湯煙り殺人ルート」（1992年）
- 小堀美奈子（モデルクラブ 副社長） - 山口果林
- 武田千鶴子（武田の妻） - 金沢碧
- 武田勇（モデルクラブ 社長） - 磯部勉
- 青木徹（ゆかりのマネージャー） - 南條豊
- 椿美雪 - 円谷優子
- 松浦ゆかり（モデル） - 高都幸子
- 伊東進太郎（ゆかりの元恋人・野球選手） - 寺杣昌紀
- 土田貢（ゆかりの元恋人・写真家） - 山口嘉三
- 戸田（長野県警察 警部） - 荘司肇
- 麻里あけみ（モデル） - 大薮真里子
- 山下（刑事） - 真実一路

第22作「日本縦断殺人ルート」（1992年）
- 白井治子（貞之の後妻） - 香山美子
- 白井マユミ（浅見の元秘書） - 川上麻衣子
- 本田冴子（剛の妻・本田徳一郎の娘） - 岡本舞
- 本田剛（本田不動産 社長） - 小宮孝泰
- 佐野武（浅見の部下） - 佐々木勝彦
- 久保寺（探偵） - 廣田行生
- 小木（刑事） - 吉水慶
- 小池あき - 寺瀬めぐみ
- 荒木（部長） - 佐藤正文
- 白井貞之（マユミの父） - 根上淳
- 浅見猛（金融会社「トウユウ」社長） - 渥美國泰

第23作「陸中海岸殺人ルート」（1993年）
- 林田ひろ子（デザイナー） - 二宮さよ子
- 石黒徹（石黒観光 社長） - 横内正
- 石黒澄子（石黒の妻・ひろ子の幼馴染） - 一柳みる
- 玉木みどり（クラブママ） - 日野由利加
- 田島（刑事） - 伍代参平
- 石黒大輔（石黒と澄子の息子） - 田中悠斗

第24作「山手線五・八キロの証言」（1993年）
- 小池まゆみ - MIE
- 小池宏（まゆみの夫） - 大橋吾郎
- 大川悠 - 遠藤憲一
- 北村友美（クラブ「クレパス」ホステス） - 早野ゆかり
- 香月修（雑誌記者） - テツ定岡
- 島崎（香月の仕事仲間） - 木下浩之
- 田中ふみ（行商） - 杉山とく子
- 大久保（香月の上司） - 牛山茂
- 中川肇（香月の仕事仲間） - 真実一路
- 篠原浩一（まゆみの元恋人） - 金尾哲夫
- 神林冴子（クラブ「クレパス」ママ） - 松木路子
- 青木ゆみ子（洋品店経営） - 島田果枝
- 小池ユキ（小池とまゆみの娘） - 関友香
- カメラ店の店員 - 松原ひろの

第25作「東北新幹線「やまびこ5号」の殺意」（1994年）
- 広川友子（クラブ「マリリン」ホステス・良治の愛人） - 五十嵐めぐみ
- 工藤良治（プライム電気 仙台支社 社員） - 荒木しげる
- 小林幸男（クラブ「マリリン」バーテン） - 秋間登
- 工藤信治（良治と杏子の息子） - 飯泉征貴
- 工藤夏代（良治と杏子の娘） - 吉沢梨絵
- 三宅（プライム電気 元社員） - 佐々木研
- 工藤杏子（工藤の妻） - 山口美也子
- 宮坂（不動産屋社長） - 海一生
- 百合 - 宮本千華子
- 理恵 - 森山なつみ
- クラブママ - 森朝子
- 水沢（弁護士） - 入江正徳
- クラブママ - 佐久間まち子

第26作「特急「おおぞら」殺人事件」（1994年）
- 結城誠（美術商・かおりの兄） - 内藤剛志
- 森あや子（モデル） - 鳥越マリ
- 結城かおり（故人） - 鳥越マリ（二役）
- 山本 - 山崎りょう
- 高木（釧路東警察署 刑事） - 名古屋章
- 服部 - 羽田共持
- 陽子 - 森朝子
- 大西 - 秋篠佳子
- 秋子 - 早野ゆかり
- 「バー・マエストロ」マスター - 沼田爆

第27作「スーパービュー踊り子号殺意の旅」（1995年）
- 西条美保（池辺の愛人） - 若林志穂
- 池辺冴子（池辺の妻） - 岡本舞
- 内田（顧問弁護士） - 五代高之
- 柴田（池辺興産 副社長） - 荒木しげる
- 田島（伊東南警察署 刑事） - 前川哲男
- 檜垣善貴（城都大学 教授・冴子の兄） - 岡橋和彦
- 佐々木貢 - 美木良介
- 水田（探偵） - 上野淳
- 老婆（漁師の妻） - 披岸喜美子
- 巡査 - 松熊信義
- 弁護士 - 八木橋修
- 池辺康夫（池辺興産 社長） - 鹿内孝
- 森谷清彦（池辺興産 顧問弁護士） - 石濱朗

第28作「特急ゆふいんの森殺人事件」（1995年）
- 小寺ゆう子（アート物産 経営者・星林大学 元テニス部員） - 根本りつ子
- 鈴木貢一郎（前科者） - 松村雄基
- 坂本（熊本県警察 警部） - 新井康弘
- 皆川徹（前科者） - 千田孝康
- 合田やよい（星林大学 元テニス部員） - 山崎美貴
- 加代 - 横尾香代子
- 高杉あき子（アート物産 経理） - 松本明代
- 婦警 - 礒春陽
- 井上綾子（クラブホステス） - 斉藤絵里
- 向井（熊本県警察 刑事） - 高岡成兆
- 有村美津代 - 森朝子
- 明子 - 岩城茉里
- クラブ・ママ - 要田禎子
- 秋葉 - 海一生
- 前田（医師） - 相馬剛三
- 小倉文彦 - 奈良坂篤
- 山田（ホテルのフロント係） - 遠山孝文
- 支配人 - 高田吉範

第29作「上越新幹線殺人事件」（1996年）
- 田口麻子（ビューティサロン田口の美容師・田口の妻） - 佳那晃子
- 田口徹（ビューティサロン田口 社長） - 南条弘二
- 早川ゆう子（千加の友人・保母） - 白島靖代
- 前田千加（コンパニオン・未婚の母） - 青山知可子
- 宇野康子（旅館「清風苑」従業員・千加の叔母） - 吉野由樹子
- 広瀬江美（ビューティサロン田口のインターン） - 星野有香
- 佐伯信一（居酒屋店員・千加の元恋人） - 長岡尚彦
- 磯（婦警） - 磯春陽
- ビューティサロン田口の客 - 森朝子
- 所轄刑事 - 塚本一郎

第30作「寝台特急「北斗星」殺人事件」（1996年）
- 楠木かおり（ワールド時計 企画部長・楠木の娘） - 川島なお美
- 君原洋介（カメラマン・かおりの恋人） - 草川祐馬
- 楠木康四郎（ワールド時計 社長） - 夏八木勲
- 今村 - 西凛太朗
- 大場（ワールド時計 企画部長） - 御友公喜
- 磯村（添乗員） - 世古陽丸
- 原田 - 山崎りょう
- 幸子 - 三浦純子
- 清子 - 森朝子
- ホテル支配人 - 田中稲積
- マスター - 上杉純也

第31作「特急「白山」6時間06分」（1997年）
- 藤代冴子 - 秋本奈緒美
- 長田博（帝和商事 社員） - 橋爪淳
- 小谷ゆう子（女子大生） - 黒谷友香
- 伊東（帝和商事 部長） - 藤田宗久
- 平川良平（宝石店経営） - 菊池隆則
- 木元加代子（長田の愛人） - あらいみえこ
- 長田ゆみ - 山下容莉枝
- 大倉（刑事） - 神保悟志
- 平井（警部） - 永田耕一
- 晴香 - 森朝子
- 洋子 - 寺瀬めぐみ
- 大竹 - 松風雅也
- 守衛 - 唐沢民賢
- 岩田（ゆう子の恋人） - 田中優樹
- 加藤 - 古川悦史
- 花屋 - 千島楊子
- 三枝 - 礒春陽
- 小笠原貢（冴子の恋人） - 嶋田久作
- 田辺（神奈川県警察 警部） - 北村総一朗

第32作「伊豆誘拐行」（1998年）
- 原田秋子（レストラン「ラ・ファミリア」経営） - 杜けあき
- 桂アヤ（「オフィス五十嵐」所属モデル） - 白島靖代
- 田之倉章（レストラン「ラ・ファミリア」シェフ） - 柴田侊彦
- 阿部真治 - 新井康弘
- 阿部美津江（阿部の妻） - 北原佐和子
- 小高（巡査） - 花上晃
- 佐伯（弁護士） - 内山森彦
- 井上（「オフィス五十嵐」マネージャー） - 佐藤祐一
- 最上正治（レストラン「ラ・ファミリア」従業員） - 岸端宏樹
- 中山（機械メーカー社長） - 藤田宗久
- 中山光司（中山の息子） - 甲斐拓美
- 小野徳治 - 小野田巧
- 阿部ハルミ（阿部と美津江の娘） - 小林加奈
- 五十嵐（「オフィス五十嵐」社長） - 本田博太郎

第33作「秋田新幹線「こまち」殺人事件」（1999年）
- 戸塚由美（クラブホステス） - 国生さゆり
- 柏木めぐみ（柏木の妻） - 朝加真由美
- 柏木紀夫（参議院議員） - 中島久之
- 中山弘史（タレント・由美の知り合い） - 米山善吉
- 島崎功（由美の元夫） - 大鷹明良
- 小林（刑事） - 新納敏正
- 原田美代子（原田の妻） - 木村理恵
- 安田（警部） - 河原さぶ
- 永尾真一（ナガオハウス 社長） - 火野正平
- 沼田勝 - 芹沢礼多
- 高木（弁護士） - 小沢象
- 戸塚文子（扇旅館の女将・由美の母） - 池田道枝
- 戸塚進一郎（文子の夫・入り婿） - 市原清彦
- 楠ゆきえ（観光案内所勤務・由美の友達） - 加藤麻里
- 原田京介（レストラン経営） - 嶋崎伸夫
- 井上（柏木の秘書） - 和泉史郎
- 敏江 - 森朝子
- ツネ子 - 志賀眞津子
- 主婦 - 桜井ひとみ

### 高橋英樹・愛川欽也版（第34作 - 第57作/2000年 - 2012年）
第34作「津軽陸中殺人ルート」（2000年）
- 佐山清（城西警察署 副署長） - 根津甚八
- 金子あさみ（ホステス・原の元愛人） - 黒沢あすか（少女期：磯部詩織）
- 島崎（弁護士） - 西田健
- 高木亮介（ジュエリー高木 社長） - 鶴田忍
- 石渡久男（宝石商） - でんでん
- 小坂井（大宮北警察署 警部） - 片桐竜次
- 倉田（宮古南警察署 警部） - 浜田晃
- 小川功（五井の仲間） - 伊藤俊人
- 五井邦夫 - 伊藤高
- 新田（宮古南警察署 刑事） - 伊藤洋三郎
- 刑事 - 笠井一彦
- 原勇一（宝石強盗犯） - 中山俊
- 宮古南警察署 刑事 - 石橋徹
- 島崎（島崎の妻） - 福井裕子
- 藤巻（不動産屋） - 森章二
- 野々村咲（小料理屋「万年青」女将） - 浅野ゆう子

第35作「宗谷本線殺人事件」（2001年）
- 宇佐美京子（帰国子女） - 中島ひろ子
- 小川昭（常陽物産 部長・小川の息子） - 小木茂光
- 平野康生（高田の恩師） - 石田太郎
- 佐々木（北海道警名寄中央警察署 警部） - 中原丈雄
- 高田健（常陽物産 元社員・裕子の婚約者） - 池内万作
- 荒井勇（私立探偵） - 新井康弘
- 青木均 - 有薗芳記
- 青木みどり（青木の妻） - 河合亜美
- 中山裕子（常陽物産 元秘書・故人） - 松谷由起子
- 杉本ゆかり（「スーパー宗谷2号」車内販売員） - 中沢純子
- 斉藤（「スーパー宗谷2号」車掌） - 大島宇三郎
- 江崎（タレント事務所社長） - 谷本一
- 小川義太郎（常陽物産 社長） - 村松克己

第36作「能登半島殺人事件」（2001年）
- 木元美樹（新進画家・さやかの姉） - 吉本多香美
- 佐伯義之 - 甲本雅裕
- 石塚大三（克郎の父） - 浜田晃
- 竹本（石川県警察 警部） - 不破万作
- 佐藤（弁護士） - 三谷昇
- 石塚克郎（殺人事件の容疑者） - 柳野幸成
- 石塚悦子（大三の妻） - 片岡静香
- 木元さやか（女子大生・故人） - 田京恵
- 松井由加 - 若山幸子
- 画廊の経営者 - 森朝子
- 井上徹（克郎の遊び仲間） - 外川貴博
- 森博志（克郎の遊び仲間） - 垂澤和成
- 高橋（明和銀行 行員） - 森下能幸
- 管理人 - 梅田宏

第37作「東京〜山形殺人ルート」（2002年）
- 黒田真紀（地検検事・三郎の妹） - 高橋ひとみ
- みどり（芸妓） - 児島美ゆき
- 津田加奈子（スナックママ・道代の知り合い） - 朝比奈順子
- 岩木道代（赤湯温泉の旅館の女将） - 志水季里子
- 黒田三郎（元外科医） - 小野寺昭
- 木島保夫（黒田の中学の同級生） - エド山口
- 堀川佐知子（上山温泉の旅館の女将） - 阿部朋子
- 高木ひろみ - 桂木梨江
- 早見浩（外車ディーラー） - 本村健太郎
- 天童温泉の旅館の女将 - 森朝子
- 黒田敬太郎（弁護士・三郎と真紀の兄） - 児玉頼信
- 所轄刑事 - 赤坂広人
- マンション管理人 - 町田幸夫
- 山形県警察 刑事 - 前原実

第38作「オリエント急行殺人事件」（2003年）
- 結城彩子（弁護士） - 池上季実子
- 藤原さつき（モデル） - 斎藤陽子
- 佐々木信治（殺人事件の容疑者） - 黒田勇樹
- 早見友美（クラブママ） - 杉山彩子
- 山根典子（クラブホステス） - 野田よし子
- 木下知恵（タレント） - 来栖あつこ
- 前島（知恵の事務所社長） - 鶴田忍
- 井口（知恵のマネージャー） - みのすけ
- 五十嵐恭（資産家） - 伊武雅刀
- 山田（刑事） - 河西健司
- 三浦（刑事） - 武発史郎
- 矢吹浩（誘拐事件の容疑者） - 藤田哲也
- 小暮 - 西岡竜一朗
- マルコ（ヴェネツィア警察 刑事） - エンゾ・トウーリン
- ホテル従業員 - 森朝子
- レポーター - 内林若奈
- 刑事 - 鎌田功
- 工藤彰（インターポール 刑事） - 船越英一郎

第39作「高山本線殺人事件」（2003年）
- 原田由美子（原田の妻） - 金久美子
- 三井広志（大日本化学 役員） - 矢島健一
- 山田あき（かずえの妹） - 有坂来瞳
- 藤代みゆき（関東製薬 社員） - 岡元夕紀子
- 原田治（大日本化学 役員） - 長谷川初範
- 森田（岐阜県警察 警部） - 真実一路
- 岩瀬肇（元刑事） - 草薙幸二郎
- 山田かずえ（インテリアデザイナー） - 鈴木千晶
- 小宮山葉子（三井の元妻） - 水沢有美
- 白石麻美（ホステス） - 伊東香緒
- 工藤功一（文化芸能社 編集長） - 大森博史

第40作「青函特急殺人ルート」（2003年）
- 宮下みどり - 南野陽子
- 宮下淳（みどりの夫） - 勝村政信
- 奥野あや子 - 山田まりや
- 山口ひろみ（資産家令嬢） - 小沢真珠
- 阿部英子（ひろみの身代わり） - 小沢真珠（二役）
- 片倉早苗 - 渡辺典子
- 坂本（警部） - 河原さぶ
- 堀川（弁護士） - 赤塚真人
- 杉本弘 - 川原和久
- 駒田弘二 - 村井克行
- アイメイト（盲導犬） - タヒチ

第41作「夜行列車の女」（2003年）
- 小柳ゆみ（蕎麦屋店員） - 渡辺梓
- 酒井久仁（弁護士） - 中原丈雄
- 田島（「旅と人間社」編集長・十津川省三の大学時代のボート部仲間） - 田山涼成
- 木下孝（カメラマン） - 前田淳
- 永井みゆき（コンパニオン会社経営） - 立原麻衣
- 太田（香川県警高松警察署 警部） - 望月太郎
- 柏木明（前科者） - 藤波晟
- 高品誠（和菓子屋主人・十津川省三の大学時代のボート部仲間） - 津嘉山正種

第42作「北帰行殺人事件」（2004年）
- 君島圭子（喫茶店経営・君島の母） - 坂口良子
- 和田久志（和田鉄鋼 社長） - 寺泉憲
- 阿部（北海道警捜査一課 警部） - 中丸新将
- 古川みどり（橋本豊の恋人・明和大学 3年生） - 奈須綾香
- 君島則之（ベンチャー企業社長） - 滝直希
- 市川三郎 - 外川貴博
- 弓倉てる美（釜めし屋女将・真紀の母） - 森朝子
- 弓倉真紀（客室乗務員・佐々木の元婚約者） - 橋本愛実
- 金子貢太郎（フリーター） - 伊藤顕弘
- 佐々木学（丸菱物産第三営業課 社員） - 戸崎二郎
- 柴田邦彦（大学生） - 中野雅史
- バーテンダー - 八巻博史

第43作「愛と殺意の津軽三味線」（2005年）
- 北川はるか（ゆきの義妹） - 長山洋子（幼少期：鈴木佑梨）
- 森崎達人（ゆきの婚約者） - 石橋保
- 中本亜木子（はるかと同じマンションの友人） - 牛尾田恭代
- 北川ゆき（津軽三味線奏者・2年前死亡） - 岩本千春（少女期：大田ななみ）
- 坂口美代（津軽三味線教室講師） - 萩尾みどり
- 木村宏（「民宿きむら」元主人・故人） - 江角英明
- 三田誠次（会社員） - 木村方則
- 沢田操（会社員） - 増田未亜
- 小川新平（建築デザイナー） - 関根大学
- 大野久彦（建設会社社員） - 桑原和生
- 安藤（青森朝日放送 社員） - 清水昭博
- 川島（青森県警察 警部） - 田口主将
- 片桐（弁護士） - 小野了
- 林伸江（食事処「ニシン番屋」従業員・「民宿きむら」元従業員） - 森朝子
- 民謡酒場「つがる」従業員 - 二村幸則
- 亜木子の友人 - 滝佳保子
- マンション管理人 - 蔵内秀樹
- 津軽三味線 - 福士豊勝、福士あつ子、山田洋幹、工藤まんじ、岩谷藤三郎

第44作「特急スーパー北斗1号殺人事件」（2005年）
- 風見ゆう子（ファミレスアルバイト） - 大河内奈々子
- 羽島裕（トラベルルポライター） - 甲本雅裕
- 小坂井はるみ（羽島の恋人） - 青田典子
- 阿部（北海道警捜査一課 警部） - 中丸新将
- 佐々木（警部） - 赤塚真人
- 吉岡宏（無職・元会社員） - 湯江健幸
- 山崎信一郎（宝石商） - BOB藤原
- 丸山典明（丸山写真館 店主） - 羽室満
- 北原冴子（ホステス） - 姫子松まろ
- ユキ（ホステス） - 山中めぐみ
- 三浦（刑事） - 竜川剛
- 原田修（不動産屋・故人） - 石田哲也
- 立花めぐみ（真嶋商事 社員・ゆう子の友人） - 麻生真友子
- 同僚 - 田村学
- 北条 - 中西台次

第45作「超豪華寝台特急「トワイライト」殺人事件」（2006年）
- 木之内順子（「アルテ画廊」オーナー） - 古手川祐子
- 磯部功一郎（新進画家） - 鈴木一真
- 小菅みな子（「アルテ画廊」従業員・二宮ゆきにそっくりな女性） - 杉山彩子（二役）
- 山下（タクシードライバー） - 丸岡奨詞
- はるみ（ホステス） - 嘉門洋子
- 白木徹（二宮ゆきのストーカーで二宮ゆきを新婚旅行先で刺殺する） - 寺十吾
- 高木（北海道警察 警部） - 潮哲也
- 中村（北海道警察 刑事） - 小島康志
- 三浦浩（画家・磯部の友人） - 城戸裕次
- 木之内康夫（順子の夫・3年前フランスで交通事故死） - 早川純一
- 二宮（二宮ゆきの母） - 斎藤みどり
- トラック運転手 - 二村幸則
- 「洞爺パークホテル 天翔」フロント - 菅野浩司
- 寝台特急「トワイライト」車掌 - 八巻博史
- 新井恒夫（新井恒夫法律事務所 弁護士・民事専門） - 岡本富士太

第46作「秋田新幹線・こまち連続殺人！」（2006年）
- 戸塚由美（かくのだて「扇旅館」若女将・元クラブ「シャラ・ノワール」ホステス） - 藤谷美紀
- 柏木めぐみ（柏木の妻・十津川直子の学生時代の友人） - 杜けあき
- 永尾真一（永尾スペースプランニング 社長） - 岡田浩暉
- 中山弘史（タレント） - 山崎樹範
- 安田（秋田中央警察署 警部） - ガッツ石松
- 原田美代子（原田の妻） - 栗田よう子
- 高木（高木綜合法律事務所 弁護士） - 志賀圭二郎
- 戸塚進一郎（かくのだて「扇旅館」主人・由美の父・婿養子） - 森下哲夫
- 原田京介（フランス料理店オーナー） - 堀勉
- 滝沢（伊豆レディスクリニック 医師） - 市川勇
- 島崎功（私立探偵・由美の元夫） - 金井茂
- 沼田勝（暴力団準構成員・元千葉県警 警察官・前科者） - 古川くいち
- 林（秋田中央警察署 刑事） - 神敏将
- 楠ゆきえ（「仙北市観光情報センター角館駅前蔵」従業員・由美の親友） - 桜井明美
- ツネ子（伊豆干物作り） - 披岸喜美子
- TVアナウンサー - 大下容子
- 黒田晋介（永尾の遠縁） - 市原清彦
- 黒田（黒田の妻） - 東美江
- 仙北警察署 署長 - 那波一寿
- 戸塚文子（かくのだて「扇旅館」女将・由美の母） - 樫山文枝
- 柏木紀夫（代議士） - 中原丈雄

第47作「五能線の女」（2006年）
- 佐伯香織（佐伯の妻） - 伊藤かずえ
- 阿部純子（大和トラベルのツアーコンダクター・川北昇の婚約者） - 遊井亮子
- 佐伯勇（佐伯健康機器工業 社長） - 中丸新将
- 井上たか子（弁護士） - 宮本真希
- 三村しのぶ（輸入雑貨店社長） - 原久美子
- 谷口（青森県警察 警部） - 井田國彦
- 小池康治（ジャーナリスト） - 冨家規政
- 安藤晴美（啓介の娘） - 麻生真友子
- 安藤啓介（タクシードライバー） - 二村幸則
- 佐伯家の家政婦 - 森朝子
- 「リゾートしらかみ3号」車掌 - 八巻博史

第48作「みちのく殺意の旅」（2007年）
- 阿部みどり（阿部の妻） - 佐藤仁美
- 矢代誠 - 山口馬木也
- 矢代由紀（矢代の妻） - 国分佐智子
- 原田健治 - 湯江健幸
- 阿部豊（喫茶店店主） - 志村東吾
- 加藤敬子（原田の婚約者） - 三津谷葉子
- 田村明人（矢代たちの同人誌の仲間） - 関戸将志
- こけし工房の責任者 - 松田章
- コンパニオン - 下間志都香
- 戸田（福島県警 警部・十津川省三の旧知） - 篠田三郎

第49作「日光・鬼怒川殺人ルート」（2008年）
- 八木沢京子（カフェ&スナック「京」ママ） - 有森也実
- 佐伯千明（プロファイラー） - 渋谷琴乃
- 東田昭（カフェ&スナック「京」常連客・ハンコ屋） - 村田充
- 花井久美子（女優・本名「井口加代」） - 宝積有香
- 原田絵里（久美子のマネージャー） - 舟木幸
- 前田有紀（ウィリー誠の妹） - 岡あゆみ
- 滝口（警部） - 飯田基祐
- 矢部（警部） - 藤田宗久
- ウィリー誠（ミュージシャン・本名「前田誠」） - 萩野崇
- 木村恵（都立日暮里病院 入院患者） - 松嶋初音
- 石原恭子 - 松本詩代
- 渡辺啓一 - 沖原一生
- 山田進 - 白井圭太
- 浜田（カフェ&スナック「京」常連客） - 須藤為五郎
- 青木（刑事） - 長町太郎
- 川岸 - 水島涼太
- 車掌 - サイ・ホージン
- 佐藤（刑事） - 新虎幸明
- 小料理屋の女将 - 山梨ハナ
- 古山愛（ジャズ歌手・ウィリー誠の元婚約者） - 中島宏海
- 坂西洋一郎（サイコセラピスト・本名「山田一郎」） - 大浦龍宇一

第50作「山陽・東海道連続殺人ルート！」（2008年）
- 岡林美津子（スーパー「A-プライス」店員・及川の元妻） - 賀来千香子
- 及川俊郎（元不動産会社社長） - 升毅
- 荒木健次（荒木探偵者 代表） - 大石吾朗
- 中村修一郎（杉浦の秘書） - 須藤雅宏
- 澄江（美津子の叔母） - 正司照枝
- 谷川ゆき（「寝台特急サンライズ出雲」乗客） - 来栖あつこ
- 久保（科学警察研究所 技官） - 卜字たかお
- 長山卓也（元フランスレストラン経営者・「寝台特急はやぶさ」乗客） - 曽雌達人
- 小野内亜矢（長山の恋人・「寝台特急はやぶさ」乗客） - 佐伯花
- 及川家の隣人 - 森朝子
- 山下（「寝台特急はやぶさ」車掌） - 山口竜央
- 河西（郵便運搬バイト） - 辻本伸太郎
- 長山ひろ子（長山の妻） - 上原由恵
- 山内俊子（山内運動具店 店員・山内の妻） - 水沢有美
- ひろみ（ゆきの親友・「寝台特急サンライズ出雲」乗客） - 辻内南季
- 洋子（スーパー「A-プライス」店員） - 松尾晶代
- 小宮（リポーター） - 重松愛子
- 及川やよい（及川と美津子の娘・4年前の「調布市小2女児身代金目的誘拐・殺人事件」被害者） - 吉田穂花
- 篠原（刑事） - 住吉晃典
- 刑事 - 徳建人
- ゴルフ客 - 六波羅梓
- 杉浦明（スーパー「A-プライス」社長） - 国広富之
- 山内文男（山内運動具店 店主・十津川省三の同期） - 高田純次

第51作「上野駅13番線ホーム つり合わない乗車券を買う死体！」（2009年）
- 江川麻里（小池の秘書） - 小沢真珠
- 相沢優子（相沢の娘） - 小嶺麗奈
- 伊藤（弁護士） - 志村東吾
- 相沢昇（相沢フード興業 社長） - 藤堂新二
- 平野圭介（優子の愛人） - 比留間由哲
- 戸塚みゆき（ジンギスカン料理チェーン店「ラムポンド」副店長） - 岡田薫
- 江川由里（麻里の妹） - 中村知世
- 小池慎太郎（ジンギスカン料理チェーン店「ラムポンド」オーナー） - 団時朗
- 本田総子（剛の母） - 宮野恭子
- 安田（秘書） - 松澤仁晶
- 捜査一課刑事 - 徳建人
- 飲み屋の女将 - 山梨ハナ
- 達川（リポーター） - 安河内理恵
- 小池康子（小池の妻） - 神保美喜
- 本田剛（無職） - 金子賢

第52作「密室列車・特急かもしか、途中下車連続殺人！」（2009年）
- 朝倉多紀（新宿第一法律事務所 弁護士・文子の亡夫の妹） - 大路恵美（7歳：風間凛）
- 三宅文子（三宅家当主・主婦・未亡人・旅先で西本誠治と知り合い一緒に旅をする） - 結城しのぶ（少女期：高橋華蓮）
- 三宅夕子（文子の妹・バツイチの出戻り・無職） - 未來貴子（少女期：野村涼乃）
- 青木俊郎（青木法律事務所 弁護士） - 寺泉憲
- 青木千鶴子（青木の妻） - 山本みどり
- 野澤利彦（野澤医院 院長） - 緒形幹太
- 北山（秋田県警察 警部） - 潮哲也
- 三宅清美（夕子の娘） - 柳沢なな
- 鈴木（秋田県警察 刑事） - 片山昌三
- マスター - 佐藤輝
- 三宅ひろみ（晴夫の妻） - 中帆登美
- 満江（落合温泉「花禅の庄」仲居） - 阿部裕見子
- 時子（「ホテル鹿角」仲居） - 今井里美
- 百瀬（「特急かもしか2号」車掌） - 稲輪吉泰
- ベルボーイ - 山口竜央
- 津軽中央銀行黒石支店 支店長 - 窪園純一
- 八百屋 - 松山尚子
- 三宅家のお手伝い - 藤川千尋
- 三宅仙蔵（文子と夕子と晴夫の父・婿養子・2年半前死亡） - 唐沢民賢
- 三宅晴夫（藍染め土産店経営者・仙蔵の連れ子・文子と夕子の腹違いの兄） - 矢崎滋

第53作「山形新幹線 つばさ111号の殺人！」（2010年）
- 木村弥生（明友会総合病院 看護師・松木の元恋人） - 京野ことみ
- 小川長久（大東新和商事 元役員・本間刺殺事件の目撃者） - 有川博
- 黒柳恵美（日本紅和商事 社員・本間刺殺事件の目撃者） - 橋本愛実
- 内海将司（ジャパン自動車杉並営業所 社員・本間刺殺事件の目撃者） - 高田賢一
- 本間順一（喫茶店「ザ・シンフォニー」オーナー・故人） - 久保酎吉
- 松木弘（松木金融 元社長・故人） - 中村譲
- 大石あずさ（白陽大学 学生・喫茶店「ザ・シンフォニー」元ウェイトレス） - 黒澤はるか
- 宮田直人（小説家・本間刺殺事件の目撃者） - 佐伯新
- 鈴木（警視庁三鷹中央警察署 警部） - 野元学二
- 佐藤（福島県猪苗代警察署 警部） - 越村公一
- 黒柳はる子（蕎麦処「くろやなぎ上山」店主・恵美の母） - 小宮久美子
- 井上明（松木金融 元社員） - 石井洋輔
- 小川由里（義久の妻） - 村松恭子
- 山口哲也（あずさの元恋人） - 松岡佑季
- 小川富美子（長久の妻・義久の母） - 池田道枝
- マンション管理人 - 徳建人
- 城田（刑事） - 石川雄亮
- 裁判長 - 猪股厚志
- 医師 - 伏見雅俊
- 佐久間有也（西洋占星術師） - 柏原収史（中学期：小越勇輝）

第54作「伊豆の海に消えた女」（2010年）
- ナオミ・セキグチ（「片山みゆき」を名乗る女性・イベントコンパニオン） - 井上和香
- 津田明江（高原と交際中の女性・本名「片山みゆき」） - 宮本真希
- 宮本真理（高原の妹） - 映美くらら
- 野崎茂樹（野崎探偵事務所 探偵・元警察官） - 正名僕蔵
- 高原雅之（レストランチェーン「キュイジーヌ・タカハラ」社長） - 比留間由哲
- 津田明江（本物の津田明江・高原と交際中の女性） - 濱田万葉
- 元村しず（マンション「メゾン・シャウラ」管理人） - 大島蓉子
- 秋山圭子（みつば銀行 職員・高原と交際中の女性） - 松永京子
- 酒井修（商社マン） - 渋江譲二
- 小林由美（クラブのホステス・高原と交際中の女性） - かでなれおん
- 宮本徹也（真理の夫） - 北山雅康
- 人材派遣「スター・エクスペリエンス」社員 - 山口竜央
- 佐々木（静岡県警下田警察署 刑事） - 石井マサト
- レストランオーナー - 羽室満
- 小木曽商店 女将 - 島ひろ子
- 加藤恭（宝石店「ジェエリー恭・札幌」元社長・5年前の「橘町宝石店強盗殺人事件」被害者） - 中島修武
- 東京海浜病院 医師 - 菊池隆志
- 宅配便の配達員 - 稲輪吉泰
- 勝野（駅員） - 石川雄亮
- 小山（静岡県警下田警察署 警部） - 今井雅之

第55作「寝台特急カシオペア殺人事件」（2010年）
- 大山アキ（茂の妻） - 藤谷美紀
- 大山茂（大山茂建築設計事務所 社長） - 山口馬木也（幼少期：山崎竜太郎）
- 木下伊沙子（元クラブ「セレニティ」ホステス） - 井上晴美
- 別所透（結婚詐欺師） - 大浦龍宇一
- 夏山未奈（ホステス） - 森下千里
- 簑島絵里（別所の交際相手） - 大家由祐子
- 中島雅彦（国会議員） - 建蔵
- 館山義男（大山茂建築設計事務所 元社員） - 池下重大
- 柳田（ヤナギダコーポレーション 前社長・故人） - 品川徹
- 熊倉松吉（柳田の元運転手） - 森章二
- 山田（「寝台特急カシオペア」車掌） - 伊藤正之
- 東田（ヤナギダコーポレーション 社長） - 尾崎右宗
- 朱美（クラブのママ） - 松山美雪
- 整備士 - 稲輪吉泰
- 看護師 - 重松愛子
- 吉川（車掌） - 住吉晃典
- 阪下（車掌） - 津阪雄一
- 片桐綾乃（別所の元恋人・故人） - 安河内理恵
- 中谷光世（茂の母・私立函館第一病院 入院患者） - 水野久美（若き日：藤本喜久子）

第56作「生死を分ける転車台」（2011年）
- 望月江里子（ジオラマランド社 社員） - 佐藤藍子
- 白井美咲（小島の高校の同級生・今年の2月14日に心臓発作で死亡） - 三浦理恵子
- 中西大介（「HOTEL LISTEL HAMANAKO」副支配人・小島の高校の同級生） - 合田雅吏
- 浅野圭一（コンビニ店員） - 松尾敏伸
- 岩本誠（「模型ジャパン」代表） - エド山口
- 小島英輔（鉄道ジオラマ作家・「模型ジャパン」会員） - 滝藤賢一
- 糸崎泰造（警視庁刑事部長） - 山田明郷
- 金田（浜松労災病院 医師） - 菊池健一郎
- 安藤由彦（喫茶店店主・美咲の元夫） - 二階堂智
- 沢木敦司（竹成建設 社員・鉄道ジオラマ愛好家） - 猪狩賢二
- 向井肇（向井自動車興業 修理工・小島の高校の同級生） - 石母田史朗
- 小島あかね（小島の妹） - 阪田瑞穂
- 安藤洋子（安藤の後妻） - 森村玲
- 白井敬子（浜名湖小学校 教頭・美咲の母） - 大原真理子
- 石神（神奈川県警 警部） - 山口竜央
- 戸川亜紀（竹成建設 社員・沢木の恋人） - 小谷早弥花
- 木村（うなぎ屋「曳馬野」店主・小島とあかねの母方の伯父） - 平尾仁
- 花山要（幼稚園園長・鉄道模型の愛好家・沢木の大学の先輩） - 羽室満
- 中西（「HOTEL LISTEL HAMANAKO」社長・中西の義父） - 勢至郎
- マンション管理人 - 土田アシモ
- マンション「グランアークス笹塚」管理人 - 佐藤智美
- コンビニ店員 - 菅原卓磨
- 小平（車掌） - 住吉晃典
- アナウンサー - 安河内理恵
- 小笠原伸行（ジオラマランド社 社長） - 六平直政

第57作「スーパービュー踊り子連続殺人」（2012年）
- 西条美保（信行の妹） - 上原美佐（幼少期：細井瑠花）
- 池辺冴子（池辺の妻・元女優） - 雛形あきこ
- 内田（森谷法律事務所 弁護士） - 賀集利樹
- 森谷孝三（森谷法律事務所 弁護士） - 佐戸井けん太
- 檜垣成一郎（城南大学法学部法律学科 教授・冴子の兄） - 井田國彦
- 水田征治（水田探偵事務所 代表） - 浜田学
- 池辺康夫（池辺興産 社長） - 飯田基祐
- 柴田圭一（池辺興産 副社長） - 松永博史
- 制服の巡査 - 赤塚真人
- 田島（下田警察署 刑事） - 近童弐吉
- 小野寺京子（森谷法律事務所 事務員） - 亜矢乃
- 和枝（池辺家の家政婦） - 森朝子
- 津村（森谷法律事務所 弁護士） - 山口竜央
- 西条信行（池辺興産 元運転手・故人） - 石川雄亮（少年期：東谷柊一）
- ベルボーイ - 稲輪吉泰
- 佐々木貢（元商社社員） - 中村俊介

### 高橋英樹・高田純次版（第58作 - ファイナル/2012年 - 2022年）
第58作「山形新幹線・つばさ129号の女！」（2012年）
- 矢代圭子（大日出版 旅行情報誌「ボヤージュ」編集・松山史郎の幼馴染・夫と死別するまでの名字は「遠藤」） - 酒井美紀（小学生：北村海歩）
- 藤沢静江（藤沢の妻） - 筒井真理子
- 藤沢時彦（藤沢芸能事務所 社長・小池祐子の不倫相手） - 神保悟志
- 柴田秀夫（カオルの父） - 螢雪次朗
- 木下直也（カメラマン） - 渋江譲二
- 白根進（運送会社運転手・愛美の兄） - 崔哲浩
- 倉田功（中央テレビ プロデューサー） - 倉田てつを
- 小池祐子（女優・藤沢時彦の愛人） - 松本若菜
- 蘭カオル（ミュージシャン・本名「柴田薫」・柴田秀夫の娘） - 芹澤みづき
- 白根愛美（女子大生・白根進の妹） - 石丸佐知
- 浜岡（鈴木釣船店 店主） - 草薙仁
- 田島（編集長） - 羽室満
- 金村（宮城県警察 刑事） - 榎亮太朗
- 遠藤美香（圭子と雅弘の娘・1年前にひき逃げで死亡） - 錦辺莉沙
- 音楽プロデューサー - 山口竜央
- リポーター - 佐々木真奈美
- 亜紀（祐子の付き人） - 吉田優華
- 遠藤雅弘（圭子の夫・美香の父・1年前に膵臓癌で死亡） - 八巻博史
- 三浦（宮城県警察 警部補） - 梨本謙次郎
- 渡部鈴代（サクランボ農家） - 浅利香津代

第59作「終着駅（ターミナル）殺人事件」（2013年）
- 鈴木紀子（森下の最後の教え子） - 原史奈
- 森下勇介（青森の高校の校長・亀井定夫の高校時代の友人） - 岩城滉一
- 宮本孝（旅行代理店社員・八戸実業高校 元野球部員） - 石垣佑磨
- 町田隆夫（フリーター・八戸実業高校 元野球部員） - 黄川田将也
- 村上陽子（看護師・八戸実業高校 元野球部マネージャー） - 三津谷葉子
- 橋口まゆみ（渋谷百貨店の派遣社員・八戸実業高校 元野球部マネージャー） - 小野真弓
- 片岡清之（弘前工芸 店主・八戸実業高校 元野球部員） - 一條俊
- 川島史郎（運送会社社員・八戸実業高校 元野球部員） - 土屋裕一
- 安田章（経済通商省職員・八戸実業高校 元野球部員） - 篠田光亮
- 大崎（青森県警察 警部） - 菅田俊
- 明石（群馬県警察 警部補） - 志村東吾
- 高井（八戸警察署 警部補） - 井上高志
- 森下佳代（森下の妻） - 石井めぐみ
- 安西守雄（八戸実業高校 元野球部監督） - 樋浦勉
- 片岡弥生（片岡の新妻） - 立花彩野
- 菅原弘志（八戸実業高校 元野球部員・宮本たちの1年後輩） - 三浦力
- 西山英司（バーテンダー） - 安藤彰則
- 藤本光子（新宿バーママ） - 野上智加
- 保坂早苗（紀子の叔母） - 小宮久美子
- 津島善三（郷土料理屋店主） - 山口竜央
- 津島美喜子（津島の妻） - 小林美江
- 的場（所轄刑事） - 岡田幸樹
- 青森鉄道警察官 - 菊池隆志
- 瀬尾（メッキ工場社長） - 児玉頼信
- アパート大家 - 工藤時子
- ホステス - 水沢芽瑠
- 川島の上司 - あづみ昌宏
- 安西 - 佐藤智美
- 安西（守雄の孫） - 岩間甲樹
- 町田純江（町田の母・10年前死亡） - 安田亜矢
- 鈴木恒平（紀子の父・10年前死亡） - 中田敦夫
- 刑事 - 池田宜大
- 境田（釣り人） - 津阪雄一
- 田村（車掌） - 稲輪吉泰
- 酔っ払いの客 - 浜田大介
- ナンパされる女性 - 小泉みゆき
- 女性刑事 - 百香

第60作「秩父SL・3月23日の証言〜大逆転法廷!!」（2013年）
- 梅木浩三（弁護士） - 蟹江敬三
- 戸川雅夫（イラストレーター） - 窪塚俊介
- 村井貴子（東京地検検察官） - 小沢真珠
- 篠田理恵（バー「シャルム」ママ） - 秋本祐希
- 秋山裕子（秋山の妻） - 辻沢響江
- 武井美由紀（モデル） - かでなれおん
- 秋山博之（出版社社長・故人） - 篠塚勝
- 小島俊介（旅行作家） - 村杉蝉之介
- 須崎秀夫（東京地検検事） - 吉満涼太
- 島崎良治（裕子の弟） - 佐伯新
- 徳永泰代 - 岡まゆみ
- 森本早苗（ホステス） - 沢井美優
- 菅原真美（ホステス） - 阪本麻美
- 則子（土産物店員） - 田口寛子
- 仲野（三峰口駅の駅員） - 八巻博史
- 裁判長 - 加門良
- 不動産会社社員 - 山口竜央
- 水谷（からたち出版 社員） - 羽室満
- 梅木和也（故人） - 平林智志
- 居酒屋店主 - 恵有一
- 左裁判官 - 﨑本実弥
- 田丸（銀行員） - 住吉晃典
- 記者 - 稲輪吉泰
- 民家の母親 - 佐藤智美
- 民家の息子 - 大西利空
- 浦澤（所轄刑事） - 野上幸造
- 佐藤（看守官） - 石川雄亮
- 圭子（ラーメン屋の客） - 原田遥
- 百合子（ラーメン屋の客） - 道明寺まり

第61作「越後・会津殺人ルート〜必ず相席する女!?」（2014年）
- 川合ひろみ（四葉社「週刊時代」編集部 記者） - 原沙知絵（少女期：石井心愛）
- 浦部慶一（世田谷南警察署 警部補） - 勝村政信
- 仙堂肇（仙堂建設 社長・新潟県議会議員・早見明の後援会長） - 寺泉憲
- 広田（福島県警察 刑事） - 三浦浩一
- 小坂井恵子（会社員・1年前の交通事故の目撃者） - 宝積有香
- 佐伯（墨田西警察署 刑事） - 山中崇史
- 早見明（元プロ野球「東京レンジャーズ」投手・1年前交通事故を起こしその後獄中自殺） - 水上剣星（少年期：川岸釈天）
- 早見良司（明の父） - 久保酎吉
- 小松佐代子（新潟市児童養護施設「ときの里園」園長） - 梅沢昌代
- 安川恭子（詩織のヨガ教室の友人） - 江田結香
- ヨガ教室の生徒 - 早瀬英里奈
- 大崎（東京レンジャーズ二軍寮 寮長） - 春海四方
- 田中裕介（「ホテルリステル猪苗代」と岩室温泉「高島屋」に宿泊予定の客・飲食店勤務） - 菅原卓磨
- 坂口（福島県警察 刑事） - 新虎幸明
- 四葉社「週刊時代」編集長 - 山口竜央
- 岩室温泉「高島屋」フロント - 草薙仁
- 黒木（春枝の恋人） - 平川博晶
- 春枝（ひろみの母・故人） - 早川亜希
- 高沢和江（恵子の親友） - 及川莉乃
- 原田由紀（ホステス） - 杜野まこ
- クラブのママ - 小山萌子
- 従業員 - 大門裕明
- アナウンサー - 宮下美沙子
- 菊地詩織（元会社員・1年前交通事故死） - 美馬沙亜弥
- 「ホテルリステル猪苗代」支配人 - 神龍宏夢
- 森本（会津警察署生活安全課 刑事） - 野上幸造
- 「特急スペーシア」車掌 - 伏見雅俊
- マンション大家 - 猪俣厚志
- マスター - 竹下諒一
- 山野（女店員） - 原田遥
- 桜井（乗客） - 道明寺まり

第62作「寝台特急カシオペア&スーパーひたち連続殺人」（2014年）
- 福沢美登里〈30〉（明夫の妻・元クラブママ） - 原田夏希（幼少期：須田理央）
- 山本功（山本トレンド商事 社長・由美の元夫） - 松村雄基
- 土橋かおる〈27〉（由美の姪・タレント） - 原幹恵
- 福沢明夫（元山岳写真家・1年前刺殺） - 池内万作（幼少期：岩間甲樹）
- 近藤文博（近藤インターナショナル法律事務所 弁護士） - 冨家規政
- 矢野豊〈47〉（アパレル会社「シャムスタイル」副社長） - 北山雅康
- 川村活人〈29〉（かおるの恋人・飲食店勤務） - 載寧龍二
- 田部憲夫（北海道警察 刑事） - 小野了
- 大橋佳彦（茨城県警水戸東警察署 刑事） - 河野洋一郎
- 保坂（「寝台特急カシオペア」車掌） - 深沢敦
- 葛城（アパレル会社「シャムスタイル」社員） - 小柳友貴美
- 「寝台特急カシオペア」車掌 - 山口竜央
- 裁判長 - 坂口進也
- クラブのママ - 比佐廉
- 山本の秘書 - 高畑こと美
- 中井恒一郎（アパレル会社「シャムスタイル」先代社長・1年前死亡） - 河野智典
- 駅員 - 稲輪吉泰
- リサ（東都大学 学生・「スーパーひたち11号」乗客） - 宮原美雪
- 麻衣子（東都大学 学生・「スーパーひたち11号」乗客） - 大岩さや
- 北海道生命 社員 - 田島俊弥
- 「スーパーひたち11号」乗客 - 服部桂吾
- 刑務官 - 泉
- 小野木由美〈48〉（アパレル会社「シャムスタイル」社長・福沢の異母姉） - いしのようこ（少女期：豊田留妃）
- ウェイトレス - 石沢綾子（当時北海道テレビ放送アナウンサー）

第63作「長野新幹線〜飯山線 湯けむり殺人ルート！」（2015年）
- 小堀美奈子（タケダモデルクラブ 副社長） - 青山倫子
- 青木徹（ゆかりのマネージャー） - 半田健人
- 椿美雪（モデル） - 高部あい
- 松浦ゆかり（タケダモデルクラブ 所属モデル） - 丸高愛実
- 武田勇（タケダモデルクラブ 社長） - 比留間由哲
- 伊東進太郎（プロ野球選手・ゆかりの元恋人） - 渋江譲二
- 戸田（長野県警察 刑事） - 信太昌之
- マンション管理人 - 山口竜央
- 土田貢（写真家・ゆかりの元恋人） - 羽室満
- 麻里あけみ（モデル） - 渡辺未優
- リポーター - 宮下美沙子
- 川島（長野県警察 刑事） - 稲輪吉泰
- 武田梢（武田の妻・明東総合病院 入院患者） - 大路恵美

第64作「仙台・青葉の殺意」（2015年）
- 田中啓子（「秋保グランドホテル」女将・伸彦の妻） - とよた真帆
- 中島圭介（中島総合技建 社長・婿養子） - 大浦龍宇一
- 川西邦男（宮城県議会議員） - 佐戸井けん太
- 山岸彩（「秋保グランドホテル」フロント） - 朝倉あき
- 江口ゆき（喫茶店店員・高見の同棲相手） - 遊井亮子
- 高見明（高見探偵社の探偵） - 湯江健幸
- 北村明子（土産物屋「鐘崎」店員・伸彦の愛人である田舎芸者の娘・妾腹） - 渋谷飛鳥
- 児島歩（居酒屋「地雷也」店主・「秋保グランドホテル」元調理長） - 九十九一
- 村井（「秋保グランドホテル」支配人） - 越村公一
- 「定食 青葉」店主 - 鈴木一功
- 寺尾（写真店オーナー・東京写真技術専門学校 卒業生） - 山口竜央
- 前野輝明（川西の秘書） - 八巻博史
- 佐々木由紀奈（ホステス・故人） - 芹澤みづき
- クラブのママ - 湯浅美和子
- 森部（「秋保グランドホテル」スタッフ） - 深川圭
- 葬儀の受付 - 上村愛香
- ティム・ハーパー（「秋保グランドホテル」客） - マックス・コーネク
- ティムの恋人 - ラリータ
- 木村雄司（宮城県青葉中央警察署 警部補） - 春田純一
- 田中伸彦（「秋保グランドホテル」社長） - 田中健

第65作「伊豆海岸殺人ルート」（2016年）
- 吉沢冴子（だるま山高原レストハウス 従業員・水野の元妻） - 櫻井淳子
- 藤島圭子（聾唖者） - 宮本真希
- 小田悠介（礼子の元助手・交際相手） - 細田善彦
- 石野香奈子（モデル兼アパレル会社社長） - 杉本有美
- 奥野孝男（写真家・水野の知人） - 不破万作
- 佐々木啓二（静岡県警察 刑事） - 赤塚真人
- 藤島正伸（圭子の夫） - 浜田学
- 井村泰（三雲第一商事営業部 社員） - 石田佳央
- 木島定良（夢思いやり財団 会長・「木島交通」元社長・現姓「黒木」） - 加門良
- 木下亜矢（井村の恋人・ホステス） - 早瀬英里奈
- 萩原礼子（フリーカメラマン・水野の元助手） - 宮下ともみ
- 小田由美（小田の妹） - 松本理沙
- 「堂ヶ島療養センター」看護師 - 北島美香
- 浅野（「ホテル天遊」フロント） - 山口竜央
- 静岡県警察 刑事 - 重松宗隆
- 夢思いやり財団 秘書 - 鯉迫ちほ
- 植本さおり（番組レポーター） - 植本さおり（本人役）
- 山本（香奈子の助手） - 日里麻美
- 品田彰（聖橋工機 社員・現在はデトロイトに赴任） - 富井久貴
- モデル - 三橋愛永、松元那実
- 間宮和恵（弁護士） - 秋本奈緒美
- 片桐真司（夢思いやり財団 事務局長） - 菅原大吉
- 水野久明（カメラマン） - 東幹久

第66作「釧路・帯広殺人ルート」（2016年）
- 古谷愛美（老舗アパレルメーカー「絵高インターナショナル」企画部 社員・北海道厚岸町出身） - 東風万智子
- 岩瀬厚一郎（岩瀬調査事務所 所長） - 高杉亘
- 古谷花江（厚岸みなと食堂 女将・愛美の母） - 鷲尾真知子
- 羽田勉（釧路中央警察署 刑事） - 梨本謙次郎
- 絵高良（老舗アパレルメーカー「絵高インターナショナル」副社長・陽子の弟） - 堀内正美
- 畑野宏（老舗アパレルメーカー「絵高インターナショナル」経理課長） - 小宮孝泰
- 星野奈月（家具屋「エクセレント」社長） - 木下あゆ美
- 中村祐樹（BARの店員） - 森山栄治
- 長田かおり（岩瀬の助手） - 矢吹春奈
- 松宮（ほおずき会計事務所 会計士） - 山口竜央
- 熊谷雄一（「スーパーおおぞら5号」車掌） - 新虎幸明
- 繁田（池田駅の駅員） - 岡田優
- 青木（BARのマスター） - 稲輪吉泰
- 阿部（「糠平館観光ホテル」フロント係） - 竹内和彦
- 大崎（浜中運輸のトラック運転手） - 中田敦夫
- 本間（かおりの上司） - 八巻博史
- 清水（ダーツバー店長） - 篠原功
- リポーター - 宮下美沙子
- 水野（家具屋「エクセレント」店員） - 日里麻美
- ネットカフェの客 - 藤田勇貴、藤原儀輝
- 記者 - 石上卓也、伊藤あいみ、服部竜三郎、冴羽一
- ニュースの声 - 小森郁子
- 篠塚（タクシードライバー） - 片桐茂貴
- 老舗アパレルメーカー「絵高インターナショナル」社長秘書 - 南方知穂
- 司会者 - 武原ゆり
- 林雅彦（老舗アパレルメーカー「絵高インターナショナル」人事部長） - 小木茂光
- 絵高陽子（老舗アパレルメーカー「絵高インターナショナル」社長） - 夏樹陽子
- 日野佳代子（老舗アパレルメーカー「絵高インターナショナル」企画部長） - 高橋ひとみ

第67作「箱根紅葉・登山鉄道の殺意」（2017年）
- 井関ゆき（亜木子の妹） - 星野真里
- 岸本由美子（画廊「ギャラリー岸本」経営者・古木の恋人の一人） - 雛形あきこ
- 中村慎一（オリオン法律事務所 弁護士・亀井定夫の亡き親友の息子） - 林泰文
- 望月京子（古木の恋人の一人・クラブのママ） - 秋本祐希
- 古木亜木子（古木の2度目の妻・旧姓「井関」・5か月前に運転中ガードレールに衝突し死亡） - 森脇英理子
- 森川次郎（新港南化学品川工場 社員・みどりの弟） - 中林大樹
- 花沢（警視庁調布中央警察署 刑事） - 関戸将志
- 白井豊（古木の友人・元自動車整備工） - 佐藤滋
- 「小田急 山のホテル」フロント - 山口竜央
- 大塚の秘書 - 神田樹果
- 坂上早苗（「小田急 山のホテル」従業員） - 池上紗理依
- 古木に写真を撮ってもらった観光客 - 泉千恵
- 古木みどり（古木の最初の妻・旧姓「森川」・2年前自動車事故で死亡） - 知江崎ハルカ
- 神奈川県箱根警察署 刑事 - 稲輪吉泰
- 白井のマンション管理人 - 中野順二
- 死体の第一発見者 - 植本さおり
- 大塚裕一郎（弁護士・元裁判官） - 大出俊
- 会田（神奈川県箱根警察署 警部） - 三浦浩一
- 古木保男（箱根在住の画家・妻のみどりと亜木子はともに結婚して2か月後に死亡） - 山口馬木也

第68作「山形・陸羽西線に消えた女」（2017年）
- 小野寺由美子（画家・ゆかの友人・根本の恋人・羽黒山五重塔で十津川省三に「白石ゆか」と名乗る） - 内山理名
- 黒木美沙子（「銀座黒木画廊」社長） - 国生さゆり
- 白石ゆか（白石の娘・車椅子の女性） - 朝倉あき
- 根本一成（画家・3年前に海で自殺） - 土屋佑壱
- 山岸ミユキ（宇田川の秘書） - 沢井美優
- 千葉（警視庁捜査二課 警部・3年前の贋作事件の担当） - 信太昌之
- 沼田章（画家・根本の師匠） - 志賀圭二郎
- 荒井（鶴岡中央警察署 刑事） - 黒木真二
- 里乃（ホテルの女将） - ひがし由貴
- 志村（根本の親友） - 越村友一
- 宇田川宏（「ディスカウントショップ宇田川」経営者） - 山口竜央
- 山岸智子（ミユキの母） - 水木薫
- 染谷正子（宇田川家の家政婦） - 井上夏葉
- 坂本美和（「グローバル・スターンズ証券」社員） - 泉千恵
- 犯人のボディダブル - 龍巳
- 向井（山形県警 警部・十津川省三の警視庁の同期） - 中丸新将
- 白石圭一郎（レストランチェーン社長） - 国広富之

第69作「金沢〜東京・殺人ルート 2時間33分の罠」（2018年）
- 高村園子（料亭旅館「山乃尾」仲居・高村の娘） - 財前直見
- 白石雅美（プログラマー） - 黒川智花
- 横山茂光（金沢北警察署尾山神社交番 巡査・2年前刺殺） - 梨本謙次郎
- 橋爪周作（石川県警捜査一課 刑事） - 伊藤洋三郎
- 小田島幸次（六星建設 副社長） - 信太昌之
- 片桐雪乃（北陸都市開発不動産 営業部長） - 松岡依都美
- 中山正昭（六星建設 専務） - 貴山侑哉
- 高村守（強盗犯・10年前に取り調べ中に心臓発作で死亡） - 久保酎吉
- 石岡俊樹（クラブ「OPUST」ホスト） - 碓井将大
- 伊東孝久（北陸都市開発不動産営業部・2年前自殺） - 黒木真二
- 漁師 - 山形透
- 三木夕子（クラブ「ピアフ」ホステス・中山の不倫相手） - 澁澤真美
- 篠宮真理（六星建設秘書課） - 伊藤あいみ
- 横山亜実（横山の娘） - 白鳥樹理
- 伊東の友人 - 住吉晃典
- 2年前に伊東にぶつかった男性とその恋人 - 東川清文、新藤未紗
- 北陸都市開発不動産営業部 - 稲輪吉泰
- 雅美の元同棲相手 - 柳川公輔
- 田口恭一（六星建設 総務部長） - 和田聰宏

第70作「十津川警部VS鉄道捜査官・花村乃里子」（2019年）
- 森山久司（山形鉄道の運転士・あかりの父） - 益岡徹
- 武部美代子（カフェレストラン「WINE & DINE Vinogris」経営者・あかりの母・森山の元妻） - 中原果南
- 武部あかり（派遣社員・柴田の恋人） - 小林涼子（10歳：溝口咲來）
- 川上悟（小田クラフト&アーツ 社長秘書） - 清水昭博
- 小田涼乃（小田クラフト&アーツ 副社長・小田社長の後妻） - 小野真弓
- 小田啓輔（小田クラフト&アーツ 社長） - 山野史人
- 柴田英太郎（悪徳ジャーナリスト） - 鳥谷宏之
- 小田啓一（小田クラフト&アーツ 専務・小田社長の甥） - 石母田史朗
- 竹下千晶（銀座バー「マヤン」ママ） - 小柳友貴美
- 前畑（平松川交番 巡査） - 竹内和彦
- 小田家の家政婦 - よしのよしこ
- 武部あかりの住むアパートの住人 - 上杉二美
- ランニングおばさん - 宇江山ゆみこ
- タクシードライバー - 山形透
- クラウンホームセンター 店員 - 稲輪吉泰
- 山形鉄道の上司 - 井上俊一
- 黒田多恵（長井駅売店「ふるさと」店員） - 浅利香津代

第71作「ニセ十津川とニセ亀井!!」（2020年）
- 達川幹生（偽の十津川警部・前科アリのガラの悪いチンピラ） - 伊達みきお
- 富山岳史（偽の亀井刑事・前科アリのガラの悪いチンピラ） - 富澤たけし
- 三枝しのぶ（モデル事務所「グローリア・プロモーション」副社長） - とよた真帆
- 細野真美子（松本民芸家具 店員・美雪の幼馴染） - 宮澤佐江
- 田所美雪（モデル事務所「グローリア・プロモーション」所属モデル） - 中上サツキ
- 八重樫辰男（モデル事務所「グローリア・プロモーション」社長） - 犬山ヴィーノ
- 中ノ島康彦（東京都議会議員・婿養子） - 北山雅康
- 桐生忠仁（モデル事務所「グローリア・プロモーション」元社員） - トミドコロ
- 倉岡銀次（7年前に暴力団員に殺害される） - 米村亮太朗
- そば屋「弁天」店主 - 荒谷清水
- 中林（松本民芸家具 店主） - 山口竜央
- 長野県警松本警察署 刑事 - 草薙仁
- チンピラ - 吉村和彬、タツキ・マイアミ
- 松本の味処「松本の金ちゃん」ボーイ - 稲輪吉泰
- 三枝翔太（銀次としのぶの息子） - 番家天嵩
- 百瀬敏郎（長野県警松本警察署 刑事） - 矢島健一

第72作「十津川警部のラストラン」（2020年）
- 早瀬由美（INB東京研究所 准教授） - 黒谷友香（小学5年生：笹川椛音 / 高校生：杉本愛里）
- 赤池庄五郎（野菜農家・由美と中園の幼馴染） - 松尾諭（高校生：福本晟也）
- 広松文也（新十津川警察署刑事課 課長） - 斎藤歩
- 鷺沼玲奈（新十津川警察署刑事課 刑事） - 伊藤麻実子
- 浦野典史（資産家） - 螢雪次朗
- 大島健蔵（INB東京研究所 教授・ミトコンドリア学の第一人者） - 久松信美
- 大島絢乃（大島の妻） - 宮田早苗
- カール・シュミット（INB東京研究所 教授） - イアン・ムーア
- 西森勇作（新十津川警察署刑事課 刑事） - 木山正大
- INB東京研究所 助手 - 尾倉ケント
- 丸山雪菜（広告代理店社員・遺体の第一発見者） - 今井あずさ
- 28年前に転落死した、中園の母親の内縁の夫 - 山口竜央
- 鉄道マニア - 稲輪吉泰
- 中園宏司（バイオ関連会社「中園バイオテクノロジー」社長） - 中村俊介（小学5年生：込江大牙 / 高校生：丸田怜音）

ファイナル「十津川警部のレクイエム」（2022年）
- 木之内順子（児童養護施設「琳心学園」職員・みな子の親友） - 星野真里
- 小菅みな子（児童養護施設「琳心学園」職員・二宮ゆきに瓜二つの女性） - 小島藤子（二役）
- 若林勇作（児童養護施設「琳心学園」園長） - 菅原大吉
- 重森康行（井川湖渡船の組合長） - 小野了
- 千葉博文（警視庁捜査二課 刑事） - 信太昌之
- 白木徹（二宮ゆきのストーカー） - 草薙仁
- 橋詰宗則（静岡県警大井川警察署 刑事） - 櫻井章喜
- 王笑龍（ファンド会社社員） - 須藤正裕
- ジャズライブクラブ「さくらんぼ」ママ - 渡辺えり（友情出演）
- 時任守（弁護士） - 山口竜央
- 神田（オシリス総合法律事務所 弁護士） - 若林久弥
- 静岡県警大井川警察署 婦警 - 清瀬ひかり
- 静岡県警大井川警察署 刑事 - 稲輪吉泰
- 梓（児童養護施設「琳心学園」児童） - 川田玲那
- 李奇（ファンド会社社員） - 中野剛
- 静岡県警大井川警察署 署員 - 新虎幸明
- 司法書士 - 尾崎舞
- 結婚式の牧師 - 久保川真守
- 西寺麗華（地主） - 新井芳美
- 新井千晶（不動産仲介業者） - 友近